# Ryōtaku Maeno
Ryōtaku Maeno (jap. 前野 良沢 Maeno Ryōtaku; ur. 1723, zm. 1803) – japoński uczony okresu Edo, lekarz, uczeń Kon’yō Aokiego.

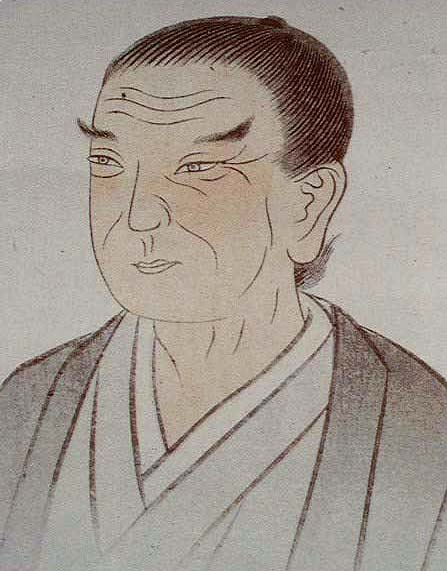
Ryōtaku Maeno

Zajmował się zielarstwem i medycyną chińską. W 1770 roku wyjechał do Nagasaki, gdzie uczył się języka holenderskiego i zapoznał się z holenderskim tłumaczeniem atlasu anatomicznego J.A. Kulmusa Anatomische Tabellen. W 1771 roku uczestniczył w przeprowadzonej przez Genpaku Sugitę pierwszej w Japonii sekcji zwłok. Wspólnie z Sugitą i kilkoma innymi uczonymi przełożył następnie na język japoński atlas Kulmusa. Tłumaczenie, wydane w 1774 roku pod tytułem Kaitai-shinsho (jap. 解体新書) było pierwszym dziełem naukowym z obcego języka wydanym w Japonii i zapoczątkowało przełom w medycynie japońskiej, pomimo ataków ze strony tradycyjnych znachorów.